# ニウトン・フェヘイラ・ジュニオール
ニウトン・フェヘイラ・ジュニオール（Nílton Ferreira Júnior、1987年4月21日 - ）は、ブラジル出身の元プロサッカー選手。現役時代のポジションはミッドフィールダー。登録名はニウトン（Nílton）。

## 来歴
2005年にコリンチャンスでプロキャリアをスタートさせ、その後ヴァスコ・ダ・ガマ、クルゼイロ、インテルナシオナルといったブラジルの名門クラブで主力として活躍。クルゼイロ時代の2013年と2014年にはボランチのレギュラーとしてブラジル全国選手権セリエAの連覇に貢献。2013年にはブラジル全国選手権ベストイレブンにも選出された。

### ヴィッセル神戸
2016年6月16日にインテルナシオナルからJリーグのヴィッセル神戸へ完全移籍。ボランチながら2ndステージ13試合出場で3得点を挙げるなど、クラブの上位進出に貢献した。
2017年も主力としてプレーしていたものの、夏場にコンディションを崩して以降出場機会が激減し、11月30日に双方合意でクラブとの契約を解除することが発表された。

### ブラジル復帰
2018年からはブラジルのECバイーアでプレー。
2019年5月8日、セントロ・スポルチーヴォ・アラゴアーノへ移籍加入。
2020年9月12日、オエステFCへ移籍。

## エピソード
- 2016年7月に神戸に入団した際は背番号「10」を背負っていたが、新シーズンはポドルスキの加入に伴い背番号「7」に変更。本人は「19番に愛着があるので19番への変更を申し込んだんだが、19番は僕らのキャプテン渡邉千真の背番号だったので断念した」とコメントした[6]。
- 気さくな性格で神戸サポーターから親しまれて[7]おり、サポーターの応援歌に合わせて踊ったり、逆立ちしたり、サポーターから太鼓を受け取って叩いたりとサービス精神も非常に旺盛である。[要出典]

## 所属クラブ
- 2005年 - 2008年  SCコリンチャンス・パウリスタ
- 2009年 - 2012年  CRヴァスコ・ダ・ガマ
- 2013年 - 2014年  クルゼイロEC
- 2015年 - 2016年6月  SCインテルナシオナル
- 2016年6月 - 2017年12月  ヴィッセル神戸
- 2018年 - 2019年5月  ECバイーア
- 2019年5月 - 12月  セントロ・スポルチーヴォ・アラゴアーノ
- 2020年  オエステFC
- 2021年  CDレアル・トマヤポ

## 個人成績
| 国内大会個人成績 | 国内大会個人成績   | 国内大会個人成績 | 国内大会個人成績 | 国内大会個人成績 | 国内大会個人成績 | 国内大会個人成績 | 国内大会個人成績 | 国内大会個人成績 | 国内大会個人成績 | 国内大会個人成績 | 国内大会個人成績 |
| 年度             | クラブ             | 背番号           | リーグ           | リーグ戦         | リーグ戦         | リーグ杯         | リーグ杯         | オープン杯       | オープン杯       | 期間通算         | 期間通算         |
| 年度             | クラブ             | 背番号           | リーグ           | 出場             | 得点             | 出場             | 得点             | 出場             | 得点             | 出場             | 得点             |
| ブラジル         | ブラジル           | ブラジル         | ブラジル         | リーグ戦         | リーグ戦         | ブラジル杯       | ブラジル杯       | オープン杯       | オープン杯       | 期間通算         | 期間通算         |
| ---------------- | ------------------ | ---------------- | ---------------- | ---------------- | ---------------- | ---------------- | ---------------- | ---------------- | ---------------- | ---------------- | ---------------- |
| 2005             | コリンチャンス     |                  | セリエA          | 1                | 0                | 0                | 0                | -                | -                | 1                | 0                |
| 2006             | コリンチャンス     |                  | セリエA          | 0                | 0                | 0                | 0                | -                | -                | 0                | 0                |
| 2007             | コリンチャンス     |                  | セリエA          | 4                | 1                | 0                | 0                | -                | -                | 4                | 1                |
| 2008             | コリンチャンス     |                  | セリエB          | 17               | 1                | 3                | 0                | -                | -                | 20               | 1                |
| 2009             | ヴァスコ・ダ・ガマ |                  | セリエB          | 32               | 3                | 4                | 1                | -                | -                | 36               | 4                |
| 2010             | ヴァスコ・ダ・ガマ |                  | セリエA          | 23               | 3                | 5                | 0                | -                | -                | 28               | 3                |
| 2011             | ヴァスコ・ダ・ガマ |                  | セリエA          | 6                | 0                | 0                | 0                | -                | -                | 6                | 0                |
| 2012             | ヴァスコ・ダ・ガマ |                  | セリエA          | 34               | 4                | 0                | 0                | -                | -                | 34               | 4                |
| 2013             | クルゼイロ         |                  | セリエA          | 30               | 7                | 6                | 1                | -                | -                | 36               | 8                |
| 2014             | クルゼイロ         |                  | セリエA          | 26               | 3                | 5                | 0                | -                | -                | 31               | 3                |
| 2015             | インテルナシオナル |                  | セリエA          | 24               | 2                | 4                | 0                | -                | -                | 28               | 2                |
| 2016             | インテルナシオナル |                  | セリエA          | 2                | 0                | 0                | 0                | -                | -                | 2                | 0                |
| 日本             | 日本               | 日本             | 日本             | リーグ戦         | リーグ戦         | リーグ杯         | リーグ杯         | 天皇杯           | 天皇杯           | 期間通算         | 期間通算         |
| 2016             | 神戸               | 10               | J1               | 13               | 3                | 2                | 0                | 2                | 0                | 17               | 3                |
| 2017             | 神戸               | 7                | J1               | 25               | 2                | 3                | 0                | 2                | 0                | 30               | 2                |
| ブラジル         | ブラジル           | ブラジル         | ブラジル         | リーグ戦         | リーグ戦         | ブラジル杯       | ブラジル杯       | オープン杯       | オープン杯       | 期間通算         | 期間通算         |
| 2018             | バイーア           | 19               | セリエA          | 11               | 1                | 0                | 0                | -                | -                | 11               | 1                |
| 2019             | バイーア           | 19               | セリエA          | 1                | 0                | 1                | 0                | -                | -                | 2                | 0                |
| 2019             | CSA                | 9                | セリエA          |                  |                  |                  |                  | -                | -                |                  |                  |
| 通算             | ブラジル           | ブラジル         | セリエA          | 162              | 21               | 21               | 1                | -                | -                | 183              | 22               |
| 通算             | ブラジル           | ブラジル         | セリエB          | 49               | 4                | 7                | 1                | -                | -                | 56               | 5                |
| 通算             | 日本               | 日本             | J1               | 38               | 5                | 5                | 0                | 4                | 0                | 47               | 5                |
| 総通算           | 総通算             | 総通算           | 総通算           | 249              | 30               | 33               | 2                | 4                | 0                | 286              | 32               |

- Jリーグ初出場 - 2016年Jリーグ2ndステージ第2節 サガン鳥栖戦
- Jリーグ初得点 - 2016年Jリーグ2ndステージ第3節 横浜F・マリノス戦

その他の公式戦
- 2009年 - リオデジャネイロ州選手権 3試合0得点
- 2010年 - リオデジャネイロ州選手権 12試合3得点
- 2012年 - リオデジャネイロ州選手権 13試合0得点
- 2013年 - ミナスジェライス州選手権 14試合0得点
- 2014年 - ミナスジェライス州選手権 7試合0得点
- 2015年 - リオグランデドスル州選手権 9試合0得点
- 2018年 - バイーア州選手権 3試合0得点
- 2019年 - バイーア州選手権 4試合1得点

| 国際大会個人成績 | 国際大会個人成績   | 国際大会個人成績 | 国際大会個人成績 | 国際大会個人成績 | 国際大会個人成績   | 国際大会個人成績   |
| 年度             | クラブ             | 背番号           | 出場             | 得点             | 出場               | 得点               |
| CONMEBOL         | CONMEBOL           | CONMEBOL         | スダメリカーナ杯 | スダメリカーナ杯 | リベルタドーレス杯 | リベルタドーレス杯 |
| ---------------- | ------------------ | ---------------- | ---------------- | ---------------- | ------------------ | ------------------ |
| 2007             | コリンチャンス     |                  | 1                | 0                | -                  | -                  |
| 2011             | ヴァスコ・ダ・ガマ |                  | 5                | 0                | -                  | -                  |
| 2014             | クルゼイロ         |                  | -                | -                | 3                  | 0                  |
| 2015             | インテルナシオナル |                  | -                | -                | 4                  | 0                  |
| 2018             | バイーア           |                  | 5                | 0                | -                  | -                  |
| 通算             | CONMEBOL           | CONMEBOL         | 11               | 0                | 7                  | 0                  |

## タイトル

### クラブ
SCコリンチャンス・パウリスタ
- ブラジル全国選手権セリエA：2005
- ブラジル全国選手権セリエB：2008

CRヴァスコ・ダ・ガマ
- ブラジル全国選手権セリエB：2009
- コパ・ド・ブラジル：2011

クルゼイロEC
- ブラジル全国選手権セリエA：2013,2014
- ミナスジェライス州選手権：2014

SCインテルナシオナル
- リオグランデ・ド・スル州選手権：2015

ECバイーア
- バイーア州選手権：2018,2019

### 個人
- ブラジル全国選手権ベストイレブン：2013